# Hope Akpan
Hope Ini I. Akpan (Liverpool, 14 augustus 1991) is een Nigeriaans-Engels voetballer die bij voorkeur als centrale middenvelder speelt. Hij verruilde in 2018 Burton Albion voor Bradford City.

## Clubcarrière
Akpan komt uit de jeugdopleiding van Everton. Op 17 december 2009 maakte hij zijn profdebuut in de Europa League tegen BATE Borisov. Op 17 maart 2011 werd hij tijdelijk uitgeleend aan Hull City. Op 25 april 2011 maakte hij zijn debuut voor Hull City tegen Queens Park Rangers. Op 14 juni 2011 tekende hij bij het pas naar de League Two gepromoveerde Crawley Town. In twee seizoenen speelde hij 47 wedstrijden voor Crawley Town. Op 8 januari 2013 tekende hij een 3,5-jarig contract bij Reading.

## Statistieken
| Seizoen | Club             | Land     | Competitie     | Wed. | Doelp. |
| ------- | ---------------- | -------- | -------------- | ---- | ------ |
| 2009/10 | Everton          | Engeland | Premier League | 0    | 0      |
| 2010/11 | Hull City        | Engeland | Championship   | 2    | 0      |
| 2011/12 | Crawley Town     | Engeland | League Two     | 26   | 1      |
| 2012/13 | Crawley Town     | Engeland | League One     | 21   | 4      |
| 2012/13 | Reading          | Engeland | Premier League | 9    | 0      |
| 2013/14 | Reading          | Engeland | Championship   | 29   | 1      |
| 2014/15 | Reading          | Engeland | Championship   | 20   | 0      |
| 2015/16 | Blackburn Rovers | Engeland | Championship   | 35   | 3      |
| 2016/17 | Blackburn Rovers | Engeland | Championship   | 25   | 1      |
| 2017/18 | Burton Albion    | Engeland | Championship   | 26   | 2      |
| 2018/19 | Bradford City    | Engeland | League One     | 10   | 0      |
| Totaal  | Totaal           | Totaal   | Totaal         | 203  | 12     |